# Coginchaug
Coginchaug ist ein Landstrich im Gebiet der Stadt (town) Durham im US-Bundesstaat Connecticut. Das Gebiet ist eine sumpfige Niederung im Gebiet der Stadt und wird vom Coginchaug River und dessen Zuflüssen gebildet.

## Name
„Coginchaug“ ist ein Wort der Mattabesic, die früher in diesem Gebiet siedelten. Die Bedeutung ist ungefähr: „Großer / Langer Sumpf“.
Auch die Stadt Durham führte den Namen Coginchaug früher, daher findet er auch Verwendung für die Coginchaug Regional High School sowie den Coginchaug Soccer Club und weitere Vereine.

## Geographie
Neben dem Coginchaug River verlaufen viele kleine Bäche in dem Gebiet, unter anderem Parmalee Brook, Creampot Brook, sowie Allyn Brook mit seinen Zuflüssen Fowley Brook, Hersig Brook und Ball Brook.
Das Zentrum des Sumpfgebietes ist als Durham Meadows Hunting Area als Landschaftsschutzgebiet gekennzeichnet.

## Geschichte
Laut William Chauncey Fowlers „History of Durham“, wurde das Land in Coginchaug erstmals 1662 von der Connecticut General Assembly an John Talcott übertragen. 1672 wurde eine Urkunde ausgefertigt, in der die indianischen Besitzer einen Vertrag mit den Europäern eingingen, die das Land von ihnen erwerben wollten. Die „Deed of Cawginchaug from Tarramuggus, &c.“ zeugt von der Übernahme von „one Tract of land commonly known by the name of Cawginchaug“  von den Ureinwohnern an europäische Siedler.